# Rojo neutro

El Rojo neutro es un  indicador orgánico para valoración ácido-base.
Su intervalo de transición de pH es aproximadamente entre  6.8–8.4 , virando de rojo a amarillo en el rango mencionado.
Es utilizado en medicina para el diagnóstico de micosis dada su elevada solubilidad en agua que le posibilita atravesar la membrana plasmática del hongo y almacenarse en los lisosomas.
Asimismo, el Rojo neutro es un colorante que se adiciona en las regiones basófilas del tejido nervioso. Con su implementación, se logra teñir el  núcleo de las neuronas, sin colorear los axones (dado que no poseen ARN en el interior. Esta técnica permite visualizar por tinción, las áreas del cerebro que han sido dañadas por la degeneración.
En el caso de animales acuáticos, anfibios y protozoarios, suele utilizarse una solución diluida de rojo de metilo para el estudio de la mucosa digestiva, manteniéndose la coloración rojiza por varios días aunque el animal se mueva en el agua.

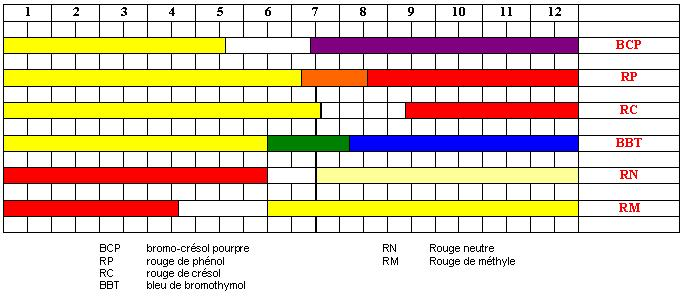
En la tabla se muestra el rango de viraje para algunos indicadores, encontrando en la fila (RN) el correspondiente para el Rojo neutro